# Notts Rangers Football Club
Il Notts Rangers Football Club è stata una società di calcio inglese, con sede a Nottingham.

## Storia
Fondata nel 1868, fu tra i membri fondatori della Midland Football League.
Il Notts Rangers partecipò alla FA Cup nelle edizioni 1885-86, 1887-88 e 1888-89.
Il miglior risultato nella FA Cup lo ottenne nell'edizione 1887-88, quando raggiunse il quarto turno, fermata il 17 dicembre 1887 dal Darwen.
Il club fu escluso dalla Midland Football League per non aver adempiuto a propri doveri nella lega.
Il club fornì alla nazionale inglese un giocatore, Charlie Shelton, che disputò un unico incontro nel 1888.